# Mystery of the Wax Museum
Mystery of the Wax Museum (Br: Os Crimes do Museu; Pt: Máscaras de Cera) é um filme de terror estadunidense lançado em 1933. Dirigido por Michael Curtiz, o longa é baseado na peça de teatro homônima de Charles Belden.

## Sinopse
Ivan Igor é um escultor de cera com um museu situado em Londres. Porém, ocorre um incêndio que destrói o seu museu e o faz sofrer graves queimaduras e ser dado como morto.
No entanto, Ivan ressurge em Nova Iorque, 12 anos depois, deformado devido às queimaduras, e cria um novo museu de cera. Mas coisas estranhas parecem acontecer no museu e investigar os intrigantes fatos torna-se a tarefa da repórter Charlote Duncan e de Jim, o auxiliar do museu.

## Elenco
| Intérprete     | Personagem       |
| -------------- | ---------------- |
| Lionel Atwill  | Ivan Igor        |
| Fay Wray       | Charlotte Duncan |
| Glenda Farrell | Florence Dempsey |
| Frank McHugh   | Jim              |
| Allen Vincent  | Ralph Burton     |
| Gavin Gordon   | George Winton    |
| Edwin Maxwell  | Joe Worth        |
| Holmes Herbert | Dr. Rasmussen    |
| Claude King    | Sr. Galatalin    |
| Pat O'Malley   | Não creditado    |

## Recepção
O filme foi muito bem recebido pelo público quando lançado. A crítica atual considera que sua memória foi obliterada pelos remakes chamados House of Wax feitos em 1953 e em 2005. Isto deve-se ao fato de que o original é muito mais denso e portanto, menos atraente à platéia que querem diversão fácil. E também, porque o colorido technicolor do original é muito limitado.